# Frédéric Maydell Legras
Pour les articles homonymes, voir Legras.
Frédéric Maydell Legras est un  caricaturiste et compositeur français né le 19 mars 1846 à Saint-Denis de La Réunion et mort en 1912 à Saïgon.
Doté d'une formation juridique acquise en France métropolitaine, il retourne dans son île natale en 1867 pour y exercer d'abord en tant que commis-greffier puis, à compter de 1883, en tant que juge, fonction qu'il exerce par la suite à Nouméa et en Indochine.
Autodidacte, il est connu pour ses dessins réalisés entre 1870 et 1880, désormais conservés par les archives départementales de La Réunion. Il est en outre l'auteur de chansons qui appartiennent aux plus connus des ségas de la musique réunionnaise, notamment Roulez mon z'aviron, interprété par Georges Fourcade.

## Honneurs
- Chevalier de l'Ordre du Dragon d'Annam (1897)[2]